# Apocalypse (album de Damien Saez)
Pour les articles homonymes, voir Apocalypse (homonymie).
Albums de Damien Saez
Le Manifeste 2016-2019 : Ni dieu ni maître
(2019) Mélancolie
(2025)
Singles
1. La route (Version courte)
Sortie : 27 mars 2025

Apocalypse est le treizième album studio de Damien Saez paru le 28 mars 2025. Il s'agit d'un quintuple album pop rock et de variété française enregistré entre 2019 et 2023. Il est dévoilé pour la première fois en streaming sur le site officiel de Saez dans la nuit du 1er au 2 mars 2025 puis en téléchargement MP3 le lendemain. Il sort sur les plateformes musicales le 28 mars 2025. 
Il contient 27 morceaux organisés en 7 actes et deux morceaux de rappel, soit un total de 29 morceaux en 5 disques. Il est composé et chanté majoritairement par Damien Saez. Il est accompagné au chant par Ana Moreau sur douze chansons, co-auteure de l'album.  

## Histoire de l'album
Le 17 mai 2023, Saez publie une énigmatique photo de lui fumant une cigarette, avec un seul mot l'accompagnant, Apocalypse.
Près de 2 mois plus tard, les informations concernant ce nouveau projet sont dévoilées le 7 juillet sur son site officiel. Il s'agira de l'annonce d'un nouvel album. Dans un communiqué sur un site consacré à ce projet, l'artiste annonce la sortie d'une triple album de 3 heures et une écoute payante en avant-première et en streaming sans y annoncer de date de sortie. En effet, pour dénoncer le milieu de la production musicale actuelle, l'artiste annonce que cette écoute et la sortie de l'album qui en découle n'aura lieu que si le coût de production de l'album est couvert par la somme récoltée pour la pré-écoute avant le 7 juillet 2024. « L’œuvre triple album Apocalypse de Saez sera divulguée lors d’une séance “Pay per view”, en l’occurrence lors d’une séance “Pay per listen”. Comme un ciné un samedi soir d’automne, cet automne. La découverte du triple album de quatre années de travail, comme un concert. Comme une séance de cinéma extraordinaire, comme un championnat du monde de boxe. »
À la suite de cette diffusion en ligne, l'album sera alors mis en ligne gratuitement sur son site officiel ainsi que sur les plateformes musicales. Dans le cas où cette somme ne serait pas atteinte, l'album ne verrait jamais le jour. « Car une semaine après l’écoute, ce triple album sera disponible en téléchargement gratuit pendant une semaine pour tout le monde, sur Culture contre culture, mais également à l’écoute sur toutes les plateformes pour ceux qui préfèrent. Bref partout dans le monde virtuel. ». L'album sortira tout de même et le 9 février 2025, l'artiste annonce officiellement, la diffusion d'Apocalypse pour le 1er mars 2025 sur son compte Instagram.
En novembre 2024, le titre du premier extrait est dévoilé dans l'ouvrage Poésie, Anthologie 1999-2024. Il s'agit du morceau La route qui occupera la seconde place du premier acte de l'album.
La totalité de l'album est dévoilé en direct en streaming le 1er mars 2025, en 7 actes et un rappel de deux morceaux. Il sort sur les plateformes le 28 mars, sous le format de 5 disques.

## Analyse

### Thèmes et sonorités
Saez décrit l'album comme "Messinesque", faisant ainsi référence à son triple album Messina, paru en septembre 2012. Il s'agit alors d'un album aux sonorités folk, country mais également rock et pop rock. Apocalypse traite, principalement des thèmes de l'amour et des réseaux sociaux, thématiques récurrentes chez Saez. Il y exprime notamment son amour pour Ana Moreau à travers plusieurs morceaux. Il s'agit de l'album aux sonorités les plus variées de l'artiste à ce jour. Il est également le premier album de Saez sur lequel intervient un autre artiste en duo, en l'occurrence Ana Moreau. Elle opère les chœurs et certains chants sur plusieurs morceaux comme sur La Route, Mon Influenceuse ou Lindsay.  
Étant dévoilé en direct sur internet pour la première fois, l'album est structuré et présenté comme une pièce de théâtre : divisé en 7 actes et un rappel. 

#### Acte I
Le premier acte se compose principalement de morceaux joués au piano ou à la guitare acoustique aux sonorités folk, accompagnés ou non d'instruments à cordes, comme le violon. Il s'ouvre avec un morceau instrumental au piano, Arizona Baby et se clôture avec les chansons Oppression et L'Étoile, aux sonorités plus rock, ainsi que des airs de synthétiseurs. La chanson Oppression fait référence à George Floyd, tué par la police américaine en mai 2020. Il traite également de la thématique des grands voyages et notamment aux États-Unis, à travers les chansons La Route, Les cheminées du Métal et Jessie. La route se décompose en deux parties distinctes : une première partie chantée à la guitare acoustique et une seconde, avec Ana Moreau aux airs de musique classique moderne. Les cheminées du métal reprend le thème de la première partie du morceau La route, guitare-chant.

#### Acte II
L'acte II s'ouvre avec trois chansons aux airs punk et rock, intégrant des guitares électriques et de la batterie. La chanson "Anticommunautaire" est une chanson profondément humaniste qui oppose, avec le style incisif de Damien Saez, une identité unique d'être humain au fleurissement des communautarismes qui divisent. Le Requin est un chant révolutionnaire antifasciste rock. Dans le morceau Lindsay, Saez fait parler une adolescente de 13 ans s'étant donné la mort pour cause de harcèlement scolaire en mai 2023, Lindsay. 

#### Actes III à VII et Rappel
Les morceaux  des ces actes sont majoritaires des chansons pop rock ou de variété, chantées au piano et à la guitare.  
Dans Chanteur Démodé, Saez se voit en vieux chanteur en fin de carrière qui ne comprend plus le Monde. Ce morceau est également présent sur l'album Mélancolie. Fleur Iranienne intègre des bruits d'oiseaux et des sonorités électroniques, rares dans la discographie de l'artiste. Saez chante son amour pour Ana Moreau dans les morceaux Ma Meuf à Moi, Mon Influenceuse, Venise ou encore Nana (Acte II). 
Lors de la diffusion streaming, l'album se clôture par un rappel composé de deux morceaux : Frères d'Armes et Thème Frères d'Armes, un morceau instrumental au piano. Sur la version disque et format numérique, c'est le morceaux Si l'amour était universel qui clôture le disque. 

### La pochette
La première pochette dévoilée en 2023 représentait l'artiste, portant un chapeau et fumant une cigarette avec un air grave, de longues mèches de cheveux raides cachant partiellement son regard.
La pochette officielle, une fois l'album paru sur les plateformes digitales le 28 mars 2025, nous montre le visage de Damien Saez effacé dans un fond noir, que l'on distingue suffisamment pour le reconnaître. Par-dessus, sont disposés en concordance des couleurs de la pochette, le logo SAEZ en haut à gauche de l'image, ainsi que le nom de l'album, Apocalypse, en bas à gauche.

## Liste des pistes
Toutes les chansons sont écrites et composées par Damien Saez et Ana Moreau.
| Disque 1 | Disque 1                   | Disque 1 | Disque 1 | Disque 1 | Disque 1 | Disque 1 | Disque 1 | Disque 1 | Disque 1 |
| No       | Titre                      | Durée    |          |          |          |          |          |          |          |
| -------- | -------------------------- | -------- | -------- | -------- | -------- | -------- | -------- | -------- | -------- |
| 1.       | Arizona Baby               | 7:34     |          |          |          |          |          |          |          |
| 2.       | La Route (Version Longue)  | 8:46     |          |          |          |          |          |          |          |
| 3.       | Les cheminées du métal     | 4:36     |          |          |          |          |          |          |          |
| 4.       | Jessie                     | 6:16     |          |          |          |          |          |          |          |
| 5.       | Je n'ai pas peur de mourir | 5:30     |          |          |          |          |          |          |          |
| 6.       | Oppression                 | 5:36     |          |          |          |          |          |          |          |
| 7.       | L'Étoile                   | 8:04     |          |          |          |          |          |          |          |
| 46:23    |                            |          |          |          |          |          |          |          |          |

| Disque 2 | Disque 2          | Disque 2 | Disque 2 | Disque 2 | Disque 2 | Disque 2 | Disque 2 | Disque 2 | Disque 2 |
| No       | Titre             | Durée    |          |          |          |          |          |          |          |
| -------- | ----------------- | -------- | -------- | -------- | -------- | -------- | -------- | -------- | -------- |
| 1.       | Anticommunautaire | 6:12     |          |          |          |          |          |          |          |
| 2.       | Le Requin         | 5:32     |          |          |          |          |          |          |          |
| 3.       | Barbie            | 5:20     |          |          |          |          |          |          |          |
| 4.       | Nana              | 7:39     |          |          |          |          |          |          |          |
| 5.       | Lindsay           | 10:14    |          |          |          |          |          |          |          |
| 34:57    |                   |          |          |          |          |          |          |          |          |

| Disque 3 | Disque 3                      | Disque 3 | Disque 3 | Disque 3 | Disque 3 | Disque 3 | Disque 3 | Disque 3 | Disque 3 |
| No       | Titre                         | Durée    |          |          |          |          |          |          |          |
| -------- | ----------------------------- | -------- | -------- | -------- | -------- | -------- | -------- | -------- | -------- |
| 1.       | Apocalypse                    | 5:08     |          |          |          |          |          |          |          |
| 2.       | L'Humanité                    | 10:12    |          |          |          |          |          |          |          |
| 3.       | Apocalypse Baby               | 7:45     |          |          |          |          |          |          |          |
| 4.       | Chanteur Démodé               | 7:25     |          |          |          |          |          |          |          |
| 5.       | Comme une bougie dans le vent | 5:22     |          |          |          |          |          |          |          |
| 6.       | Nouveaux Printemps            | 7:22     |          |          |          |          |          |          |          |
| 43:14    |                               |          |          |          |          |          |          |          |          |

| Disque 4 | Disque 4         | Disque 4 | Disque 4 | Disque 4 | Disque 4 | Disque 4 | Disque 4 | Disque 4 | Disque 4 |
| No       | Titre            | Durée    |          |          |          |          |          |          |          |
| -------- | ---------------- | -------- | -------- | -------- | -------- | -------- | -------- | -------- | -------- |
| 1.       | C'est Toi        | 5:09     |          |          |          |          |          |          |          |
| 2.       | Ma Meuf à moi    | 6:23     |          |          |          |          |          |          |          |
| 3.       | Mon Influenceuse | 4:40     |          |          |          |          |          |          |          |
| 4.       | Fleur Iranienne  | 6:33     |          |          |          |          |          |          |          |
| 22:41    |                  |          |          |          |          |          |          |          |          |

| Disque 5 | Disque 5                          | Disque 5 | Disque 5 | Disque 5 | Disque 5 | Disque 5 | Disque 5 | Disque 5 | Disque 5 |
| No       | Titre                             | Durée    |          |          |          |          |          |          |          |
| -------- | --------------------------------- | -------- | -------- | -------- | -------- | -------- | -------- | -------- | -------- |
| 1.       | Si tu t'en vas                    | 6:03     |          |          |          |          |          |          |          |
| 2.       | Venise                            | 10:42    |          |          |          |          |          |          |          |
| 3.       | Aimer c'est se battre pour perdre | 9:51     |          |          |          |          |          |          |          |
| 4.       | S.O.S.                            | 5:54     |          |          |          |          |          |          |          |
| 5.       | Frères d'Armes                    | 4:50     |          |          |          |          |          |          |          |
| 6.       | Thème Frères d'Armes              | 6:22     |          |          |          |          |          |          |          |
| 7.       | Si l'amour était universel        | 5:36     |          |          |          |          |          |          |          |
| 49:18    |                                   |          |          |          |          |          |          |          |          |

## Formats
Aucune sortie physique n'est annoncée par l'artiste. L'album est mis en ligne le lendemain de la diffusion, le 2 mars 2025 en téléchargement, pour les personnes ayant assisté au Pay per listen.
Cependant, une mise à jour du site internet Culture contre Culture de Damien Saez lance la précommande d'une première édition d'un Livre Recueil contenant l'entièreté des textes de l'album, qui ne sont disponibles dans l'Anthologie 1999 - 2024, sortie quelque mois plus tôt.
Le vendredi 28 mars, l'album est sorti de manière officielle sur les plateformes de Streaming, décomposé en 5 disques, semblables aux Actes de la séance Pay per listen, malgré quelques changements.
- Numérique